# Anthophora mortuaria
Anthophora mortuaria är en biart som beskrevs av Timberlake 1937. Anthophora mortuaria ingår i släktet pälsbin, och familjen långtungebin. Inga underarter finns listade i Catalogue of Life.